# Щепановице (Мехувский повет)
Щепанови́це, Шчепанови́це (пол. Szczepanowice) — деревня в Польше в сельской гмине Мехув Мехувского повета Малопольского воеводства.
Деревня располагается в 7 км от административного центра повета города Мехув и в 28 км от административного центра воеводства города Краков.
В 1975—1998 годах деревня входила в состав Келецкого воеводства.